# جاحظ
ابوعثمان عمرو بن بحر (۱۶۰–۲۵۵ق) مشهور به جاحِظ؛ ادیب معتزلی، جانورشناس، روانشناس، خوش سخن، خوشنویس، عضو دارالحکمه از اهالی بصره است.
آوازه‌ی وی بیشتر به‌دلیل مهارت او در فنون ادبی است؛ به‌گونه‌ای که او را «پادشاه نثر ادبی» نامیده‌اند.
کتاب البخلاء (خسیس) حاوی حکایت‌های فکاهی جالبی است که گاه در مجلات عربی منتشر و باعث شده جاحظ در میان عرب امروزی (همانند عبید زاکانی برای ایرانیان) شناخته‌شده باشد.
وی نوشته‌هایی درباره‌ی گیاهان، جانوران، گیتاشناسی، پزشکی، کیمیا و روانشناسی داشته، دیدگاه‌ها و اندیشه‌هایش بیشتر مبتنی بر روش تجربی بوده است.
گفته‌اند که او حدود ۳۵۰ کتاب نوشته که بیشتر آنها در گذر زمان از میان رفته و تنها رسالاتی از وی به‌جا مانده که می‌توان سه کتاب «البخلاء» درباره‌ی اخلاق، «الحیوان» درباره‌ی جانوران و «البیان و التبیین» پیرامون فن بلاغت را از آن جمله برشمرد.
جاحظ می‌گوید: «ایرانیان سخندانترین مردم (اخطب الناس) هستند و از میان ایرانیان، پارسیان (فارس‌ها) خطیبترین مردم ایرانند و شیرین‌زبانتر و خوش‌اداتر و بامحبتتر و در دوستی‌پایدارتر مردمِ مروند و در زبان پارسی دری ازهمه فصیحتر ایشانند. چنانچه مردم قصبه‌ی اهواز در زبان پهلوی فصیحترین ایرانیانند.»
جاحظ با وجودی که ضد شعوبیه بوده از بلاغت ایرانی و الفاظ زیبا و پرمایگی معنا در زبان فارسی سخن گفته و توصیه کرده است که اگر کسی می‌خواهد در فن سخنوری به درجه‌ی عالی برسد باید کتاب «کاروند» پارسیان را بخواند.»

## آثار

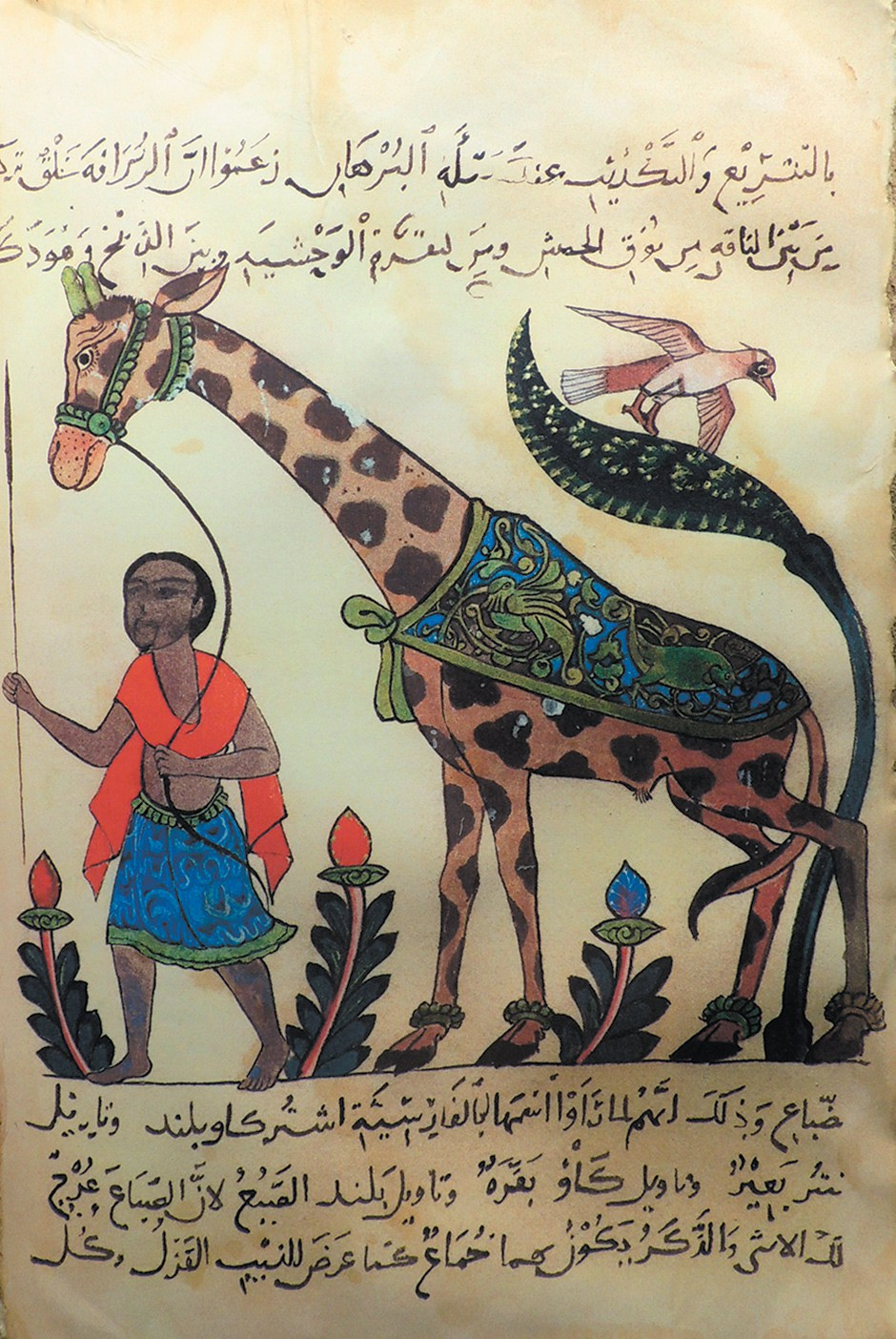
توصیف زرافه در کتاب الحیوان

نوشته‌های جاحظ بسیار گوناگونند؛ وی پیرامون بسیاری زمینه‌ها از جمله ادبیات، ادبیات عامه، کلام، سیاست و برخی شاخه‌های علوم طبیعی قلم برده است؛ اما آنچه کتابهای او را ممتاز می‌سازد، شیوه‌ی ادبی بارز او در نگارش، آگاهی او از زندگی اجتماعی مردم و شناخت سرشت و اخلاقشان است. از نوشته‌های او می‌توان موارد زیر را برشمرد:
1. اخلاق الشطار
2. اخلاق الملوک
3. البیان و التبیین
4. تحصین الاموال
5. جوابات کتاب المعرفة
6. حانوت عطار
7. الرد علی اصحاب الالهام
8. الرد علی المشبة
9. رد النصاری
10. رسالة فی الحسد
11. سحر البیان
12. سلوة الحریف بمناظرة الربیع و الخریف
13. عناصر الادب
14. فضیلة المعتزلة
15. کتاب آی القرآن
16. کتاب الابل
17. کتاب الاخبار
18. کتاب الاخوان
19. کتاب الاستبداد و المشاورة فی الحروب
20. کتاب الاستطاعة
21. کتاب الاصنام
22. کتاب الاعتزال
23. کتاب الامامة
24. کتاب الامثال
25. کتاب الامصار
26. کتاب الانس و السکن
27. کتاب البُخَلاء
28. کتاب البغل
29. کتاب البلدان
30. کتاب التربیع
31. کتاب التسویة بین العرب و العجم
32. کتاب التعبیر
33. کتاب التفکر و الاعتبار
34. کتاب الجواری
35. کتاب الحجر و الفتوة
36. کتاب الحزم و الجزم
37. کتاب الحیوان
38. کتاب الخطاب فی التوحید
39. کتاب الدلال
40. کتاب السلطان
41. کتاب السلوک
42. کتاب السودان
43. کتاب الشارب و المشروب
44. کتاب الصرحاء و الهجناء
45. کتاب صناعة الکلام
46. کتاب الصولجان
47. کتاب الطبایع
48. کتاب الطفیلیین
49. کتاب العثمانیة
50. کتاب العُرْس و العرائس
51. کتاب الفتیان
52. کتاب الفخر بین عبد شمس و بنی مخزوم
53. کتاب فخر القحطانیة و العدنانیة
54. کتاب القرآن
55. کتاب اللصوص
56. کتاب المحاسن و الاضداد
57. کتاب المزاح و الجد
58. کتاب المعرفة
59. کتاب المعلمین
60. کتاب المغنیین
61. کتاب مناقب ضدالخلافة و فضائل‌الاتراک
62. کتاب الناشی و المتلاشی
63. کتاب النبی و المتنبی
64. کتاب النجم و جوابه
65. کتاب النرد و الشطرنج
66. کتاب النساء
67. کتاب الوعد
68. کتاب الوکلاء و المتوکلین
69. کتاب الهدایا
70. مسائل کتاب المعرفه
71. معانی القرآن
72. مقالة فی اصول‌الدین
73. نظم القرآن
74. نقض الطب
75. فضایل الاتراک
76. نوادر الجن[۶]

### موسیقی
تصنیفات جاحظ بسیار و در آنها مطالب سودمند و بایا پیرامون مسائل دوران ساسانی از جمله شعر و سرود و خنیاگری است:
- طبقات المغنیین: شرح مطالبی درباره‌ی جایگاه‌های خنیاگران دوران ساسانی
- التاج: درباره‌ی طبقه‌های سه‌گانه‌ی ندیمان و رامشیان و رتبه‌هایی که داشته‌اند، جشن مهرگان و مطالبی درباره‌ی استادی و چیرگی برخی هنرمندان
- رسالة القیان: نامه‌ی کنیزکان رامشگر
- المحاسن و الاضداد